# Dead Hooker in a Trunk
Dead Hooker in a Trunk – kanadyjski film horror z 2009 roku, napisany, wyprodukowany oraz wyreżyserowany przez siostry Jen i Sylvię Soskę. Bliźniaczki, które wystąpiły w filmie w rolach przodujących, określiły obraz jako „antydziewczęce kino drogi”. Dead Hooker in a Trunk powstawał jako praca dyplomowa, mająca przypieczętować zakończenie nauki Jen i Sylvii Soska w szkole filmowej; koszty produkcji filmu wyniosły dwa i pół tysiąca dolarów. Światowa premiera dzieła odbyła się 20 kwietnia 2009 w Vancouver. W sierpniu 2011 projekt zyskał dystrybucję komercyjną. Fabuła filmu skupia się na losach grupy przyjaciół, którzy usiłują pozbyć się zwłok prostytutki, znalezionych w bagażniku samochodu. Dead Hooker in a Trunk inspirowany jest grindhouse'm, kinem exploitation oraz twórczością Roberta Rodrigueza. Krytycy wydali obrazowi pozytywne recenzje.

## Obsada
- Jen Soska – Geek
- Sylvia Soska – Badass
- C.J. Wallis – Goody Two Shoes
- Rikki Gagne – Junkie
- Loyd Bateman – zabójca
- Farley M. Gagne – Billy
- Tasha Moth – prostytutka
- Carlos Gallardo – Bóg